# تولید هیدروژن
عبارت تولید هیدروژن اشاره به صنعتی دارد که منجر به تولید هیدروژن می‌شود. امروزه فناوری غالب در تولید هیدروژن، اصلاح بخار هیدروکربن‌ها است. روش‌های بسیاری در تولید هیدروژن وجود دارد از جمله روش‌های شامل برق‌کافت و گرماکافت را می‌توان نام برد.
برآورد می‌شود که در سال ۲۰۰۶ آمریکا به تنهایی ظرفیت تولید ۱۱ میلیون تن هیدروژن را داشته که ۵ میلیون آن در محل در تصفیهٔ روغن، تولید آمونیاک (فرایند هابر) و تولید متانول (کاهش کربن مونوکسید) مصرف شده‌است. ۰٫۴ میلیون تن از هیدروژن تولیدی محصول فرعی فرایند کلر - آلکالی است. برآورد می‌شود که تولید هیدروژن یک صنعت ۱۰۰ میلیارد دلاری است. برپایهٔ داده‌های وزارت انرژی آمریکا در سال ۲۰۰۴ در سراسر جهان ۵۳ میلیون تن هیدروژن مصرف شده و چون هیچ انبار طبیعی ذخیرهٔ هیدروژن وجود ندارد از این رو تولید هیدروژن در جامعهٔ امروز نقش کلیدی دارد.
در سال ۱۹۹۹ بیشتر هیدروژن تولیدی (۹۵ درصد) از راه اصلاح بخار سوخت‌های فسیلی یا اکسایش جزئی متان و گازی‌سازی زغال سنگ بدست آمد. سهم اندکی از تولید هیدروژن به روش‌های الکترولیز آب و گازی‌سازی زیست‌توده مربوط می‌شود. نزدیک به ۴درصد از هیدروژن تولیدی در جهان از راه برق کافت بدست می‌آید. هدف نهایی در اقتصاد هیدروژن پیدا کردن روش‌های اقتصادی با کمترین میزان خسارت به محیط زیست، در تولید هیدروژن است.
روش های ترموشیمی در تولید هیدروژن نزدیک به ۴۳ درصد بازدهی دارند.

## اصلاح بخار
چهار منبع اصلی در تولید تجاری هیدروژن وجود دارد که عبارتند از: گاز طبیعی، روغن، زغال سنگ و الکترولیز؛ هر یک از این روش‌ها به ترتیب ۴۸، ۳۰، ۱۸ و ۴ درصد از سهم تولید هیدروژن را از آن خود کرده‌اند. دی‌اکسید کربن را با بازدهی ۶۰ تا ۷۰ درصد می‌توان برای تولید هیدروژن از گاز طبیعی جدا کرد. هیدروژن در حجم بالا به صورت ویژه بیشتر از اصلاح بخار متان یا گاز طبیعی بدست می‌آید. این روش در حال حاضر ارزان‌ترین روش تولید هیدروژن است. در جریان این فرایند در حضور یک کاتالیزگر و بخار، به گاز گرما می‌دهیم در اثر این واکنش گرماگیر، مولکول‌های متان شکسته می‌شود و در مقابل، مونوکسید کربن و هیدروژن گازی، آزاد می‌شود. با عبور مونوکسید کربن از اکسید آهن یا هر اکسید دیگری می‌توان به واکنش جابجایی آب-گاز رسید و مونوکسید کربن را از هیدروژن جدا کرد. واکنش جابجایی آب-گاز خود به تنهایی هم گاز هیدروژن تولید می‌کند. مشکل روش اصلاح بخار این است که محصولات فرعی آن، مونوکسید کربن و دی‌اکسید کربن همگی از گازهای گل‌خانه‌ای اند. بسته به کیفیت مادهٔ اولیه (گاز طبیعی، نفتا و ...) به ازای تولید هر تن هیدروژن، ۹ تا ۱۲ تن دی‌اکسید کربن تولید می‌شود.
در فرایندی که گفته شد، در گام نخست، در دمای بالا (۷۰۰ تا ۱۱۰۰ درجهٔ سانتیگراد)، بخار آب با متان (CH4) واکنش گرماگیر می‌دهد و (گاز سنتز) آزاد می‌شود.
CH4 + H2O → CO + 3 H2

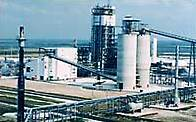
گازی سازی

در گام دوم، هیدروژن بیشتری در اثر واکنش جابجایی آب-گاز در دمای پایین‌تر (نزدیک به ۳۶۰ درجه) تولید می‌شود. این واکنش گرماده است.
CO + H2O → CO2 + H2
در نهایت اتم‌های اکسیژن از آب (بخار) اضافی جدا می‌شود تا مونوکسید کربن به دی اکسیدکربن تبدیل شود. این اکسیدسازی انرژی بیشتر برای ادامهٔ واکنش فراهم می‌کند. اگر گرمای بیشتری برای واکنش مورد نیاز باشد معمولاً از سوزاندن بخشی از متان بدست می‌آید.

### جداسازی دی‌اکسید کربن
فرایند اصلاح بخار مقدار زیادی کربن دی‌اکسید تولید می‌کند از آنجایی که کل این فرایند در یک کارخانه صورت می‌گیرد می‌توان بدون رهاسازی کربن دی‌اکسید در هوا، آن را جدا کرد. برای نمونه می‌توان آن را در مخازن روغن یا گاز تزریق کرد (جداسازی کربن دی‌اکسید و ذخیره آن را ببینید) البته در بیشتر موارد این تزریق دی‌اکسید کربن صورت نمی‌گیرد اما نخستین بار این کار از سوی کمپانی نروژی استات اویل در دریای شمال صورت گرفت.
می‌توان تولید هم‌زمان گرما و برق داشت به عبارت دیگر از انرژی بدست آمده از کارخانهٔ اصلاح بخار در تولید توان الکتریکی استفاده کرد و این دو کارخانه را یکی کرد. این کار بازدهی بیشتری نسبت به کارخانه‌های جدا جدای تولید هیدروژن، بخار و برق دارند. تولید هم‌زمان گرما و برق در پورت آرتر، تگزاس در حال انجام است.